# Sebastian Tham (företagsledare)
Harry Sebastian Tham, född den 12 december 1900 i Skövde, död den 31 augusti 1971 i Malmö, var en svensk företagsledare. Han var son till Harry Tham.
Tham avlade studentexamen i Skövde 1918 och avgångsexamen från Kungliga Tekniska högskolan 1922. Han var anställd vid Bergsunds mekaniska verkstad 1922–1924, vid Electric Bond & Share Company i Förenta staterna 1924–1926, ingenjör i Vattenbyggnadsbyrån 1926–1927, med tjänstgöring i Bortre Indien 1927–1930, chef för Electro-Invests verksamhet i Jugoslavien 1930–1937, svensk vicekonsul i Belgrad 1934–1937, verkställande direktör i Siporex 1937–1943, disponent vid Skånska cementaktiebolagets Hällekisförvaltning 1943–1965. Tham blev riddare av Vasaorden 1951. Han vilar på Hönsäters kyrkogård.